# Pseuderanthemum incisum
Pseuderanthemum incisum är en akantusväxtart som beskrevs av Raymond Benoist. Pseuderanthemum incisum ingår i släktet Pseuderanthemum och familjen akantusväxter. Inga underarter finns listade i Catalogue of Life.